# Nailed. Dead. Risen.
Nailed. Dead. Risen. – debiutancki album amerykańskiego zespołu deathcore’owego Impending Doom, wydany 4 września 2007 przez wytwórnię Facedown Records.

## Tło
Album został nagrany i zmiksowany przez Christophera Ecka w Eck’s Studios w Corona w Kalifornii. Tytuł albumu jest nawiązaniem do ukrzyżowania Jezusa Chrystusa. Jest jedynym albumem zespołu z gitarzystą Gregiem Pewthersem i perkusistą Andym Heggiem. Na następnym albumie zastąpili ich kolejno Cory Johnson (były członek grupy Sleeping Giant) i Chad Blackwell.
Album zawiera ponowne nagrania trzech piosenek z demo zespołu zatytułowanego „The Sin and Doom of Godless Men”. Zespół zamierzał nawet całkowicie nagrać wcześniejsze demo na EP, ale dzięki temu, że podpisali kontrakt z wytwórnią szybciej, niż się spodziewali, nagrali zamiast tego ten pełnometrażowy album.
Krążek ten również jest jedynym w dorobku grupy (oprócz dema), na którym słychać wyraźne wpływy muzyki grindcore bądź goregrind, późniejszy styl gry został wykreowany z większym naciskiem na rzecz deathcore’u na ich kolejnych albumach.
Płyta była notowana na 46. pozycji na liście Top Heatseekers.

## Lista utworów
1. "Left Behind" – 0:59
2. "My Nemesis" – 2:51
3. "In Reverence Of" – 2:57
4. "The Mark of the Faithful" – 3:23
5. "Nailed. Dead. Risen." – 3:37
6. "Condemned" – 2:47
7. "At the Churches’ End" – 2:51
8. "Silence the Oppressors" – 3:11
9. "For All Have Sinned" – 2:43
10. "Feeding the Decomposing" – 3:04
11. "He’s Coming Back" – 6:16
  - piosenka kończy się po 1:25, ukryty utwór składający się z krótkich materiałów sesji nagraniowej zaczyna się o 4:05.

## Twórcy
Wykonawcy
- Brook Reeves – wokal
- Manny Contreras – gitara
- Greg Pewthers – gitara
- David Sittig – gitara basowa
- Andy Hegg – perkusja

Produkcja
- Christopher Eck – nagrywanie, miksowanie, mastering, produkcja
- Dave Quiggle – okładka

## Pozycje
| Lista (2007)                        | Najwyższa lokata |
| ----------------------------------- | ---------------- |
| U.S. Heatseekers Albums (Billboard) | 46               |